# Aberfan
Aberfan je hornická vesnice v údolí řeky Taff jižně od Merthyr Tydfil (velsky: Merthyr Tudful ) ve stejnojmenné hlavní oblasti v jižním Walesu. Vesnice se neblaze proslula kvůli neštěstí z roku 1966, sesuv důlní haldy na základní školu si tehdy vyžádal 144 obětí (včetně 116 dětí).

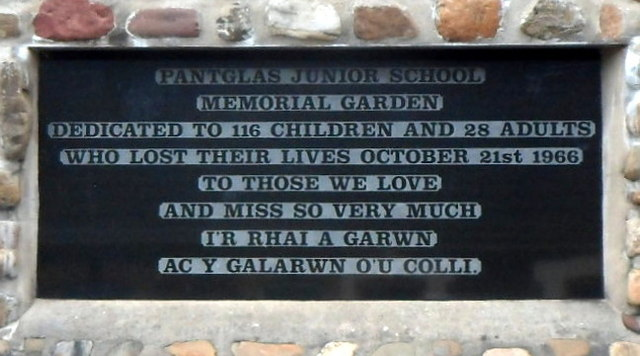
Pamětní deska v zahradě připomínání na místě zničené Pantglas Junior School

## Doprava
Aberfan leží na silničních tazích A470, A4045 a B4273. Na opačném břehu řeky v obci Merthyr Vale se nachází železniční stanice Merthyr Vale (ve velštině Ynysowen ).